# Ignaz Brüll
Ignaz Brüll (magyarosan Brüll Ignác), (Prossnitz, Morvaország, 1846.  november 7. – Bécs, 1907. szeptember 17.) zsidó származású osztrák zongoraművész és zeneszerző.

## Életpályája
Módos izraelita kereskedőcsalád legidősebb fiaként született Morvaországban. A család 1850-ben Bécsbe költözött. Ignaz zenei tehetsége korán kitűnt, Zongorázni Julius Epsteinnél, zeneszerzést Johann Rufinatschánál és Felix Otto Dessoffnál tanult. 1861-től szerepelt a nyilvánosság előtt. Brahms baráti köréhez tartozott. Romantikus művei a maga korában sikeresek  voltak. Brüll zenéje mára némiképpen feledésbe merült.

## Művei
- Operák: A szamarkandi koldus  (Der Bettler von Samarkand, 1864); Az arany kereszt (Das goldene Kreuz, 1875), amelyet a budapesti Nemzeti Színházban is bemutattak; Országos Béke, Marietta királyné, Bianca, Gringoire (1892); megnyitó Macbeth-hez.
- Zenekari művek: 3 zenekari szerenád
- Kamarazene

## Hangfelvételek
- E-minor szimfónia, Op.51 – Youtube.com, Közzététel: 2014. nov. 19.
- 3. szerenád, Op.67 – Youtube.com, Közzététel: 2015. dec. 16.
- Zongora trió, Op.14 – Youtube.com, Közzététel: 2017. júl. 7.
- Macbeth nyitány, Op.46 – Youtube.com, Közzététel: 2018. ápr. 11.
- Az arany kereszt nyitány – Youtube.com, Közzététel: 2013. ápr. 24.